# Илья (приток Котуйкана)
Илья́ — река в Таймырском Долгано-Ненецком районе Красноярского края России, левый приток реки Котуйкан (бассейн Хатанги). Длина реки — 216 км, площадь водосборного бассейна — 5180 км².
Исток реки находится на Анабарском плато на высоте более 533 м над уровнем моря, к северу от истока реки Чопко. В верховьях течёт на восток, русло описывает дугу и направление меняется на северо-западное. В среднем течении русло расширяется до 75 м. Протекает по незаселённой местности, где преобладают плато с плоскими вершинами, резко расчлененные каньонами водных артерий. Лиственничная тайга подступает к берегам в долине реки. Впадает в Котуйкан слева в 102 км от его устья, выше впадения Дёгдё, на высоте 101 м над уровнем моря. В нижнем течении ширина русла составляет 104 м при глубине 1,2 м, скорость течения — 0,6 м/с.

## Основные притоки
Указаны поименованные притоки длиной 30 км и более.
| Название       | Расстояние от устья | Длина | Положение |
| -------------- | ------------------- | ----- | --------- |
| Бурустах       | 13                  | 33    | левый     |
| Эмпэ-Юрях      | 45                  | 45    | левый     |
| Эйим           | 108                 | 36    | левый     |
| Ары-Мастах     | 152                 | 30    | правый    |
| Улахан-Джанака | 167                 | 50    | правый    |

## Данные водного реестра
По данным государственного водного реестра России и геоинформационной системы водохозяйственного районирования территории РФ, подготовленной Федеральным агентством водных ресурсов:
- Бассейновый округ — Енисейский
- Речной бассейн — Хатанга
- Речной подбассейн — Котуй
- Водохозяйственный участок — Котуй
- Код объекта в государственном водном реестре — 17040200112117600017322[5].